# 费乔
施普雷瓦尔德地区费乔（德語：Vetschau/Spreewald），通称费乔（德語：Vetschau，發音：[ˈfɛtʃaʊ] ⓘ，發音：[ˈwʲɪtɔʃɔw]），是德国勃兰登堡州上施普雷瓦尔德-劳西茨县的城市，面积111.51平方千米，2023年12月31日人口为7,645人。